# 赫尔曼·罗崴
赫尔曼·罗崴（荷蘭語：Herman Rouwé，1943年1月20日—），是一名退休的荷兰籍赛艇选手。

## 身历
罗崴于1964年东京夏季奥林匹克运动会代表荷兰参与了双人划桨项目。罗崴与队友埃里克·哈尔苏克，揚·于斯特·博斯以8分23.420秒的成绩赢得铜牌。决赛时，原先名列第二的荷兰队，于赛程500米后被法国队超越，最终名列第三。法国队的囊获亚军（银牌），成绩为8分23.150秒，项目的冠军是美国队，成绩为8分21.330秒。
罗崴于1968年墨西哥夏季奥林匹克运动会又一次代表荷兰出战，但是改为参与四人划桨项目。决赛时以6分51.77秒的成绩排名第九，过后宣布退休。

## 个人生活
罗崴有一名弟弟，名为Henk Rouwé，也是一名奥运划船选手。